# Jake McCoy
Thomas James „Jake“ McCoy (* 2. Januar 1942 in Minneapolis, Minnesota; † 5. Februar 2021 ebenda) war ein US-amerikanischer Eishockeyspieler.

## Biografie
Jake McCoy spielte Eishockey an der DeLaSalle High School und danach an der Saint John’s University. In den 1960er Jahren studierte er an der University of Minnesota und war dort für deren Eishockeyteam, die Minnesota Golden Gophers aktiv. 1967/68 spielte er eine Saison in der United States Hockey League für die Minnesota Nationals.
Mit der US-amerikanischen Nationalmannschaft nahm er an den Olympischen Winterspielen 1964 in Innsbruck teil. Das Team belegte den fünften Platz.
Nach seiner Spielerkarriere trainierte er ab 1966 in Richfield einige High-School- und Uni-Teams und war von 1986 bis 1990 Cheftrainer an der Washburn High School.
2008 wurde er in die Minnesota Hockey Coaches Hall of Fame aufgenommen und erhielt 2013 den Cliff Thompson Award der Minnesota State High School League.
McCoy hatte mit seiner Frau Cathy zwei Töchter und einen Sohn.